# コルレート・モンフォルテ
コルレート・モンフォルテ（伊: Corleto Monforte）は、イタリア共和国カンパニア州サレルノ県にある、人口約600人の基礎自治体（コムーネ）。

## 地理

### 位置・広がり

#### 隣接コムーネ
隣接するコムーネは以下の通り。
- アウレッタ
- ペティーナ
- ポッラ
- ロシーニョ
- サッコ
- サン・ピエトロ・アル・ターナグロ
- サン・ルーフォ
- サンタンジェロ・ア・ファザネッラ
- サンタルセーニオ
- テッジャーノ